# Satchelliella delphiniensis
Satchelliella delphiniensis är en tvåvingeart som först beskrevs av Arthur Georges 1964.  Satchelliella delphiniensis ingår i släktet Satchelliella och familjen fjärilsmyggor. Inga underarter finns listade i Catalogue of Life.